# ニコライ・デミジェンコ
ニコライ・デミジェンコ（Nikolai Demidenko, 1955年7月1日 - ）は、ウクライナ系ロシア人だが、主にイギリスで活躍するピアニスト。

## 経歴
モスクワ音楽院にてディミトリー・バシキーロフに師事。1976年度モントリオール国際ピアノ・コンクールと、1978年度チャイコフスキー国際コンクールにおける入賞者。1980年代には、スヴェトラーノフやフェドセーエフのお気に入りのピアニストとして、しばしば世界中でチャイコフスキーのピアノ協奏曲を演奏して回り、この時期はたびたび来日もしている。1991年に渡英、演奏家としての成功を受けて同地にとどまり、現在はユーディ・メニューイン音楽学校で教鞭を執る。チャイコフスキーの協奏曲、ラフマニノフ、スクリャービン、メトネル、プロコフィエフといったお国もののほか、スカルラッティ、ショパンやリストなども得意としている。近年は祖国の往年の大ピアニスト、サムイル・フェインベルクが編曲したバッハ作品集もレパートリーにとりあげ、録音を行なった。
ともすれば骨太な響きと、たたき付けるような情熱的な演奏を繰り広げがちなロシア系ピアニストの中にあって、デミジェンコは速やかで軽やかな指さばきと、えもいわれぬ弱音の美しさが特徴的であり、時にはルバートや表情づけの多用によって、ややナルシシスティックな一面を浮かべることがある。スクリャービンやメトネル、リストの演奏で見せるように、しばしば作品の解釈も大胆である。
彼はイギリスのレコード会社「ハイペリオン」と録音契約を結んでおり、大部分のCD録音はハイペリオン社から出ている。同社を代表する看板ピアニストの1人として、会社からの信頼も厚い。ハイペリオン傘下のヘリオスからもリリースがある。